# Saint-Clément-de-Vers
Saint-Clément-de-Vers ist eine Gemeinde im französischen Département Rhône in der Region Auvergne-Rhône-Alpes. Sie gehört zum Kanton Thizy-les-Bourgs im Arrondissement Villefranche-sur-Saône. Nachbargemeinden sind Saint-Racho im Nordwesten, Saint-Igny-de-Vers im Norden und im Osten, Propières im Südosten, Saint-Germain-la-Montagne im Süden, Chauffailles im Südwesten und Anglure-sous-Dun im Westen. Die Bewohner nennen sich Saint-Clémentois.

## Bevölkerungsentwicklung
| Jahr                       | 1962 | 1968 | 1975 | 1982 | 1990 | 1999 | 2008 | 2013 |
| -------------------------- | ---- | ---- | ---- | ---- | ---- | ---- | ---- | ---- |
| Einwohner                  | 229  | 203  | 200  | 170  | 177  | 213  | 220  | 220  |
| Quellen: Cassini und INSEE |      |      |      |      |      |      |      |      |